# Pueblo Nuevo, San Miguel Quetzaltepec
Pueblo Nuevo är en ort i Mexiko.   Den ligger i kommunen San Miguel Quetzaltepec och delstaten Oaxaca, i den sydöstra delen av landet, 400 km sydost om huvudstaden Mexico City. Pueblo Nuevo ligger 1 140 meter över havet och antalet invånare är 321.
Terrängen runt Pueblo Nuevo är kuperad åt nordost, men åt sydväst är den bergig. Terrängen runt Pueblo Nuevo sluttar norrut. Runt Pueblo Nuevo är det ganska glesbefolkat, med 31 invånare per kvadratkilometer. Närmaste större samhälle är San Miguel Quetzaltepec, 0,73 km norr om Pueblo Nuevo. I omgivningarna runt Pueblo Nuevo växer i huvudsak städsegrön lövskog.